# Helli Sengstschmid
Helene „Helli“ Sengstschmid-Tunner (* 21. Februar 1944 in Wien) ist eine ehemalige österreichische Eiskunstläuferin, die im Einzellauf für den Cottage Engelmann Verein Wien startete. Ihre Trainer waren Herr Steiner, Frau Appeltauer, Herr Wenninger und der legendäre Karl Schäfer. 

## Karriere
Helli Sengstschmid lief zur selben Zeit wie ihre Landsfrau Regine Heitzer und die niederländische Läuferin Sjoukje Dijkstra, mit der sie heute ebenso noch in Kontakt ist, wie mit dem vielfach ausgezeichneten sowjetischen Eiskunstlauf-Paar Protopopov aus Sankt Petersburg. Bei österreichischen Meisterschaften musste sie sich immer mit Platz zwei oder drei hinter Regine Heitzer begnügen, obwohl sie praktisch immer als beste Kürläuferin bewertet wurde.
Mit 15 Jahren wurde sie für ein halbes Jahr von ihrem Trainer Karl Schäfer zum Training nach Amerika (New York und Lake Placid) eingeladen und lebte dort mit und bei der Familie Schäfer.
Bei der Europameisterschaft 1959/60 gelang es ihr mit einer herausragenden Leistung bei der Kür, vom 12. Platz nach der Pflicht auf den sechsten Gesamtrang vorzustoßen. Sie sprang als erste Läuferin überhaupt einen dreifachen Salchow. Bei den Europameisterschaften von 1962, 1963, 1964 und 1965 (in Moskau) belegte sie immer den unbedankten 4. Platz, bei allen Weltmeisterschaften zwischen 1962 und 1965 reichte es mit Platzierungen zwischen dem sechsten und dem achten Rang immer für die Top Ten. Bei den Universiaden 1964/65 bzw. 1968/69 wurde sie trotz der dazwischen eingelegten Pause (Geburt ihrer Tochter Sabine 1966) jeweils Zweite. Bei den Olympischen Spielen 1964 in Innsbruck lag sie nach dem Pflichtbewerb an 18. Stelle und erreichte mit der drittbesten Kür schließlich den neunten Gesamtrang.
Neben dem Sport machte sie das Abitur (Matura), bevor sie Sport und Englisch studierte.
Im Jahr 1965 fuhr sie mit ihrem späteren Mann, Peter Tunner, bei der Semperit-Rallye mit und heiratete noch im selben Jahr, was auch das vorläufige Ende ihrer sportlichen Laufbahn bedeutete. Seit dieser Zeit lebt sie in Innsbruck, wo sie im Jahre 1966 ihre Tochter Sabine zur Welt brachte.
Viele Jahre war sie als Trainerin beim UEK Innsbruck tätig und arbeitete als Hauptschullehrerin für Englisch und Turnen. Seit 2004 ist sie in Pension, seit 2012 Witwe und widmet sich ihren Hobbys wie Schifahren, Malen, Schwimmen und Reisen.